# Hamadryas belladonna
Hamadryas belladonna är en fjärilsart som beskrevs av Bates 1865. Hamadryas belladonna ingår i släktet Hamadryas och familjen praktfjärilar. Inga underarter finns listade i Catalogue of Life.